# Gueorgui Dzhikia
Gueorgui Dzhikia (Moscú, 21 de noviembre de 1993) es un futbolista ruso que juega como defensa en el Antalyaspor de la Superliga de Turquía y en la selección de fútbol de Rusia, con la cual ha disputado la Copa FIFA Confederaciones 2017.

## Trayectoria

### Inicios
Los padres de Gueorgui Dzhikia provienen de Sujumi, Georgia. Cuando la madre de Dzhikia estaba embarazada, su familia se vio obligada a salir de su ciudad natal debido a las hostilidades en la región. Georgi nació en Moscú, pero pronto la familia se mudó a Balashikha, cerca de Moscú. Allí, a la edad de 6 años, comenzó a jugar al fútbol y a la edad de 10 años, se trasladó a la escuela de fútbol del Lokomotiv en el Distrito de Perovo. Empezó jugando en posiciones ofensivas y fue retrocediendo de posición, incluso jugando de arquero en un partido cuando tenía 14 años. Dado que su hermano y él necesitaban hacer algo después de la escuela para no desperdiciar su tiempo libre, optaban por jugar fútbol en la escuela que no estaba lejos de casa.

### Lokomotiv Moscú
Dzhikia es producto de las divisiones menores del Lokomotiv Moscú, con el cual debutó con el segundo equipo: el Lokomotiv-2 Moscú tras firmar su primer contrato en 2011. Este debut se produjo el 17 de mayo de 2011 en el empate 1-1 contra el Dnepr Smolensk por la tercera ronda de la Copa de Rusia 2011-12. Dzhikia disputó todo el partido y su equipo avanzó a la cuarta ronda venciendo 4-2 en penales. Esa temporada también hace su debut en la tercera categoría del fútbol ruso, jugando una media de 25 partidos en total con el equipo 2 del Lokomotiv.
En la temporada 2012/13 convirtió su primer tanto el 28 de mayo de 2013 en la goleada por 3-0 sobre Znamya Truda y en la campaña siguiente continuó disputando varios minutos con el segundo equipo. Pese a ellos, no llegó a disputar partido alguno con el primer equipo del Lokomotiv Moscú.

### Nalchik y Khimik
A principios de 2014, Dzhikia cambió de equipo y firmó con el Spartak de Nalchik par competir en la segunda categoría del fútbol ruso. El 9 de marzo de 2014 en un partido contra el SKA-Energia, hizo su debut, jugando todo el partido como lateral izquierdo y contribuyendo en la victoria de su equipo por 2-1. Luego de siete encuentros más, a mediados del mismo año pasó a formar parte del FC Khimik Dzerzhinsk, también de la Liga Nacional de Fútbol de Rusia, segunda división.
Jugó su primer partido con el Khimik el 6 de julio frente a Krylia Sovetov Samara, jugando de central en el empate a cero y el 18 de marzo de 2015 marcó su primer gol en un duelo que perdieron 3-1 contra el Tosno. Pese a volverse habitual titular, no pudo evitar el descenso de su equipo.

### Amkar Perm

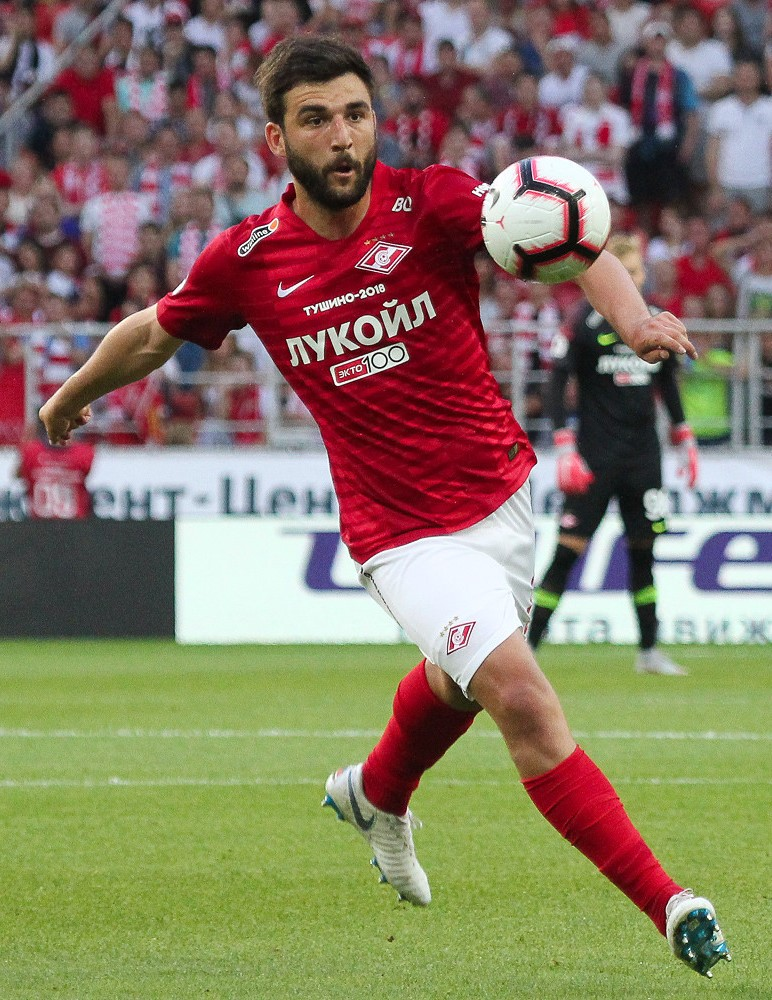
Con el Spartak de Moscú en 2018.

En 2015, se convirtió en nuevo jugador del Amkar Perm y la temporada 2015/16 significó su primera experiencia en primera división. Hizo su debut el 1 de agosto contra Krylya Sovetov en la Premier League de Rusia, reemplazando a Branko Jovičić en la segunda mitad. El 20 de octubre de 2015 convirtió su primer tanto cuando el Amkar venció a su exequipo, el Lokomotiv Moscú por 1-0, por los octavos de final de la Copa de Rusia. A partir de la jornada 12 de la liga rusa, Dzhikia ya se había asentado como titular, jugando varios encuentros como lateral izquierdo, defensa central, y algunos como interior izquierdo.
Arrancó como titular en la zaga central en la siguiente campaña con el Amkar Perm, hasta que a finales de 2016, mediados de la temporada 2015/16, se habló de clubes interesados en su contratación.

### Spartak de Moscú
El 26 de diciembre de 2016, Dzhikia dio un gran paso en su carrera firmando un contrato con el Spartak de Moscú. El 9 de abril de 2017, debutó oficialmente con el equipo frente al Ufa, jugando de titular en la victoria por 3-1. Spartak ya se encontraba en el primer lugar de la liga rusa y Dzhikia contribuyó jugando 7 partidos más, saliendo campeones y recibiendo su primer llamado a la selección de Rusia.
Arrancó la temporada 2017/18 como defensa central titular del equipo y el 17 de septiembre de 2017 anotó su primer gol para el Spartak frente al Tosno, en un partido que quedó igualado 2-2. El 20 de noviembre amplió su contrato con el Spartak hasta el 31 de mayo de 2022. El 18 de enero de 2018, Dzhikia se rompió el ligamento cruzado en un amistoso contra el Shanghái SIPG de China, razón por la cual se perdió las catorce fechas restantes de su equipo y la Copa Mundial de Fútbol de 2018 realizada en su país. Pese a ello, el 24 de junio, los jugadores de Spartak lo eligieron como vice-capitán del club.
Finalmente, Dzhikia se recuperó de su lesión para el arranque de la temporada 2018/19, asentándose en la zaga central del equipo. Volvió en la tercera fecha de liga frente al Anzhí el 11 de agosto de 2018 y el 16 de septiembre en el partido contra Ajmat Grozni, anotó de cabeza en la derrota por 2-1 de local.
Puso fin a su etapa en el club al término de la temporada 2023-24 una vez expiró su contrato. Durante su estancia disputó más de 200 partidos, llegó a ser el capitán y en 2022 se convirtió en el primer jugador ruso que ganaba los tres títulos nacionales con el conjunto moscovita. Entonces estuvo unos meses sin equipo hasta que en septiembre firmó por el F. K. Jimki.
El 26 de julio de 2025 se hizo oficial su fichaje por el Antalyaspor por dos años.

## Selección nacional

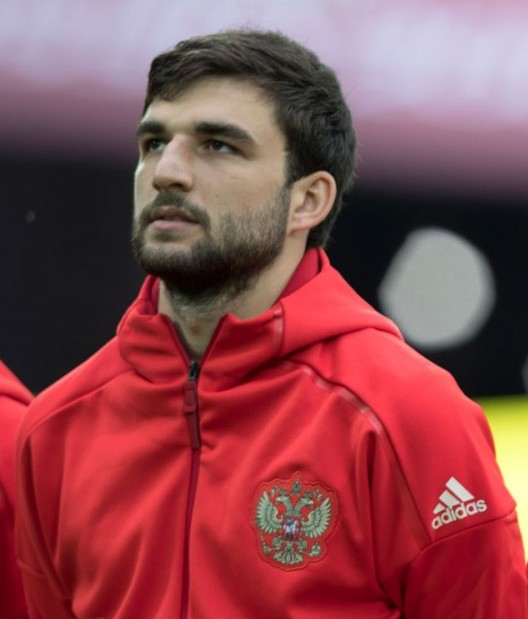
Con la selección rusa durante la ceremonia de himnos de la Copa Confederaciones 2017, frente a Nueva Zelanda.

Dzhikia forma parte de la selección de fútbol de Rusia con la cual ha disputado 44 partidos en los que ha anotado dos goles. Se decantó por su país de nacimiento, pese a tener opción de representar a Georgia por sus raíces.
En noviembre de 2016, fue convocado por primera vez a la selección mayor para los amistosos contra Catar y Rumania sin embargo no llegó a debutar en sendos encuentros. Al final del campeonato 2016/2017, Stanislav Cherchesov lo llamó al equipo ruso que se preparaba para la Copa FIFA Confederaciones 2017, que se realizó en su país. Eventualmente hizo su debut para la selección nacional el 5 de junio de 2017 en un partido amistoso con la selección de Hungría, que dejó como saldo una victoria por 3-0 para Rusia.
La FIFA lo nombró como uno de los tres jóvenes futbolistas rusos con más talento en la víspera de la Copa Confederaciones, torneo en el cual fue titular los tres partidos frente a Nueva Zelanda, Portugal y México. Rusia no pasó la primera fase tras vencer a Nueva Zelanda y perder sus restantes dos encuentros. Aunque se perfilaba como titular en el equipo que participaría en la Copa Mundial de Fútbol de 2018, también realizada en su país, la lesión que sufrió al ligamento cruzado a inicios de 2018 no le permitió recuperarse a tiempo y se perdió el torneo.
La selección rusa hizo un buen campeonato mundial y con miras a la Liga de Naciones de la UEFA 2018-19, Dzhikia volvió a ser parte de la convocatoria, asentándose finalmente como uno de los defensores centrales titulares de su selección. El 16 de noviembre de 2019 anotó su primer gol con Rusia en la derrota por 4-1 frente a Bélgica, por la clasificación para la Eurocopa 2020.

### Participación en Copa Confederaciones
| Torneo                    | Sede  | Resultado      | Partidos | Goles |
| ------------------------- | ----- | -------------- | -------- | ----- |
| Copa Confederaciones 2017 | Rusia | Fase de grupos | 3        | 0     |

## Vida personal
Su padre es empresario individual y tiene dos hermanos, de los cuales uno es dentista. Admira a Ronaldinho y a Fabio Cannavaro. Dzhikia comentó en una entrevista que planea dedicarse a estudiar gestión deportiva y convertirse en entrenador. Casi siempre ha jugado con el número 14, incluso tiene un coche con el mismo número.

## Clubes y estadísticas
Actualizado el 24 de mayo de 2025.
| F. C. Lokomotiv-2 Moscú · Rusia | 2011-12       | 3.ª           | 22  | 0  | 2  | 0 | —  | — | 24  | 0  |
| F. C. Lokomotiv-2 Moscú · Rusia | 2012-13       | 3.ª           | 21  | 1  | 2  | 0 | —  | — | 23  | 1  |
| F. C. Lokomotiv-2 Moscú · Rusia | 2013-14       | 3.ª           | 21  | 1  | 0  | 0 | —  | — | 21  | 1  |
| F. C. Lokomotiv-2 Moscú · Rusia | Total club    | Total club    | 64  | 2  | 4  | 0 | 0  | 0 | 68  | 2  |
| Spartak Nalchik · Rusia | 2013-14       | 2.ª           | 8   | 0  | 0  | 0 | —  | — | 8   | 0  |
| Spartak Nalchik · Rusia | Total club    | Total club    | 8   | 0  | 0  | 0 | 0  | 0 | 8   | 0  |
| F. C. Khimik Dzerzhinsk · Rusia | 2014-15       | 2.ª           | 31  | 2  | 2  | 0 | —  | — | 33  | 2  |
| F. C. Khimik Dzerzhinsk · Rusia | Total club    | Total club    | 31  | 2  | 2  | 0 | 0  | 0 | 33  | 2  |
| F. C. Amkar Perm · Rusia | 2015-16       | 1.ª           | 22  | 2  | 3  | 1 | —  | — | 25  | 4  |
| F. C. Amkar Perm · Rusia | 2016-17       | 1.ª           | 16  | 1  | 1  | 0 | —  | — | 17  | 1  |
| F. C. Amkar Perm · Rusia | Total club    | Total club    | 38  | 3  | 4  | 1 | 0  | 0 | 42  | 4  |
| F. C. Spartak de Moscú · Rusia | 2016-17       | 1.ª           | 8   | 0  | 0  | 0 | 0  | 0 | 8   | 0  |
| F. C. Spartak de Moscú · Rusia | 2017-18       | 1.ª           | 17  | 1  | 3  | 0 | 5  | 0 | 25  | 1  |
| F. C. Spartak de Moscú · Rusia | 2018-19       | 1.ª           | 26  | 2  | 3  | 0 | 6  | 0 | 35  | 2  |
| F. C. Spartak de Moscú · Rusia | 2019-20       | 1.ª           | 27  | 1  | 4  | 0 | 4  | 0 | 35  | 1  |
| F. C. Spartak de Moscú · Rusia | 2020-21       | 1.ª           | 28  | 0  | 2  | 0 | —  | — | 30  | 0  |
| F. C. Spartak de Moscú · Rusia | 2021-22       | 1.ª           | 28  | 1  | 4  | 0 | 8  | 0 | 40  | 1  |
| F. C. Spartak de Moscú · Rusia | 2022-23       | 1.ª           | 22  | 0  | 8  | 0 | —  | — | 30  | 0  |
| F. C. Spartak de Moscú · Rusia | 2023-24       | 1.ª           | 8   | 0  | 4  | 0 | —  | — | 12  | 0  |
| F. C. Spartak de Moscú · Rusia | Total club    | Total club    | 164 | 5  | 28 | 0 | 23 | 0 | 215 | 5  |
| F. K. Jimki · Rusia | 2024-25       | 1.ª           | 17  | 0  | 2  | 0 | —  | — | 19  | 0  |
| F. K. Jimki · Rusia | Total club    | Total club    | 17  | 0  | 2  | 0 | 0  | 0 | 19  | 0  |
| Antalyaspor Turquía | 2025-26       | 1.ª           | 0   | 0  | 0  | 0 | —  | — | 0   | 0  |
| Antalyaspor Turquía | Total club    | Total club    | 0   | 0  | 0  | 0 | 0  | 0 | 0   | 0  |
| Total carrera | Total carrera | Total carrera | 322 | 12 | 40 | 1 | 23 | 0 | 385 | 13 |
| (1)Incluye datos de la Copa de Rusia (2011/12, 2013/13, 2014/15, 2015/16, 2016/17, 2017/18, 2018/19 y 2019/20) y la Supercopa de Rusia (2017 y 2022). (2)Incluye datos de la Liga de Campeones de la UEFA (2017/18 y 2018/19) y la Liga Europa de la UEFA (2018/19 y 2019/20). |               |               |     |    |    |   |    |   |     |    |

## Palmarés

### Títulos nacionales
| Título                | Club                   | País  | Año     |
| --------------------- | ---------------------- | ----- | ------- |
| Liga Premier de Rusia | F. C. Spartak de Moscú | Rusia | 2016-17 |
| Supercopa de Rusia    | F. C. Spartak de Moscú | Rusia | 2017    |
| Copa de Rusia         | F. C. Spartak de Moscú | Rusia | 2021-22 |

### Distinciones individuales
| Distinción                                                                                          | Año               |
| --------------------------------------------------------------------------------------------------- | ----------------- |
| Incluido en la lista de 33 mejores jugadores del campeonato ruso según la Unión del Fútbol de Rusia | 2016-17 y 2017-18 |